# Solânea
Solânea é um município brasileiro do estado da Paraíba, localizado na Região Geográfica Imediata de Guarabira. De acordo com o Instituto Brasileiro de Geografia e Estatística (IBGE), no ano de 2022 sua população estimada foi de 26 774 habitantes.

## História
A fundação, propriamente dita, é atribuída aos habitantes que povoaram a região, por volta dos anos de 1750-1800. Segundo a história oficial, um dos descendentes dos colonizadores da família Soares Cardoso Moreno, vindo do Ceará, fixou moradia, nas terras planas, com fazenda de gado e engenho.
Com o crescimento da região, alguns pioneiros - tais como Leôncio Costa, Alfredo Pessoa de Lima, e tantos outros - empreenderam esforços no sentido de transformar o pequeno povoado em Distrito de Paz. Isto só veio ocorrer no dia 4 de dezembro de 1926. Assegurado pela Lei nº 637, o pequeno aglomerado passou a ser chamado de Moreno, nome dado em homenagem ao seu fundador.
A partir de 1927, Moreno viveu intensos dias de vida social e cultural, começando a se projetar no cenário comunal. Em 15 de novembro de 1938, sob o Decreto-lei nº 1.164, Moreno eleva-se à categoria de Vila.
A antiga Vila de Moreno, alcançou sua independência e emancipação política, administrativa e social, graças a uma forte reivindicação dos homens de grande visão da época. O projeto de lei encaminhado à Assembleia Legislativa da Paraíba, foi de autoria do então deputado estadual Dr. Humberto Coutinho de Lucena. A Lei nº 967 que criou o Município de Solânea, datada de 26 de novembro de 1953, foi sancionada pelo então governador do Estado, Dr. João Fernandes de Lima, concedendo fórum à cidade e, consequentemente, criando o município e comarca de Solânea. O nome atual é em homenagem as plantas "Solanáceas" que eram cultivadas no município. Em homenagem a esta data, construiu-se a principal praça da cidade, em frente à Igreja-matriz de Santo Antônio, padroeiro do Município. O Município foi instalado em 30 de dezembro de 1953
Entre os anos de 2003 e 2016, a cidade realizou umas das maiores festas juninas do estado da Paraíba e do Brasil com uma media de 40.000 pessoas por dia nos 12 dias do eventos que acontece de 12 de junho à 24 de junho. Hoje, a cidade se vê bem atrás de municípios próximos, por falta de investimentos em turismo e cultura por parte da gestão municipal, já que o comércio é o grande foco econômico, o que lhe coloca economicamente na frente das outras cidades da região.
Solânea compõe o Fórum Turístico do Brejo, recebendo, anualmente, a Rota Cultural Caminhos do Frio, apresentando-se como Memorial de Fé, Arte e Cultura.

## Geografia
O município está incluído na área geográfica de abrangência do semiárido brasileiro, definida pelo Ministério da Integração Nacional em 2005. Esta delimitação tem como critérios o índice pluviométrico, o índice de aridez e o risco de seca.
Dentro das divisões regionais no tocante aos aspectos econômico, social e político, Solânea se localiza na mesorregião do Agreste Paraibano, enquanto seu território se vê inserido uma parte no que se entende por microrregião do Brejo Paraibano, e parte no que se entende por microrregião do Curimataú Oriental.